# چارلز براکت
چارلز براکت (انگلیسی: Charles William Brackett؛ زاده ۲۶ نوامبر ۱۸۹۲ درگذشته ۹ مارس ۱۹۶۹) یک فیلم‌نامه‌نویس، و تهیه‌کننده اهل ایالات متحده آمریکا بود. وی بین سال‌های ۱۹۲۵ تا ۱۹۶۲ میلادی فعالیت می‌کرد.

## جوایز
وی برنده جوایزی همچون جایزه اسکار افتخاری شده‌است.

## فیلم‌شناسی
- نینوتچکا (۱۹۳۹) – نویسنده
- جلوی سحر را بگیرید (۱۹۴۱)* – نویسنده
- توپ آتش (۱۹۴۱) – نویسنده
- تعطیلی ازدست‌رفته (۱۹۴۵) – تهیه‌کننده، نویسنده
- سان‌ست بلوار (۱۹۵۰) – نویسنده، تهیه‌کننده
- نیاگارا (۱۹۵۳) – نویسنده، تهیه‌کننده
- تایتانیک (۱۹۵۳) – نویسنده، تهیه‌کننده
- باغ شیطان (۱۹۵۴) – تهیه‌کننده
- ملکه باکره (۱۹۵۵) – تهیه‌کننده
- پادشاه و من (۱۹۵۶) – تهیه‌کننده
- اتوبوس سرگردان (۱۹۵۷) – تهیه‌کننده
- سفر به اعماق زمین (۱۹۵۹) – نویسنده، تهیه‌کننده